# Torben Jensen
Torben Jensen, född 23 augusti 1950 i Hevring (öst om Ørsted) i Danmark är en dansk lokalpolitiker. Han var borgmästare för Rougsø kommun 1994-2006 och efter strukturreformen 2007 blev han istället borgmästare för Norddjurs kommun till och med 2009, där representerade han  Borgerlisten Norddjurs. Han var viceborgmästare för kommunen fram till och med 2013.
Jensen har varit bankdirektör, fastighetsmäklare och fritidsbonde. Han var aktiv som kommunpolitiker från 1986. Han gick med i Venstre 1982, men lämnade partiet 2008 då det inte längre tillät hans dubbelmedlemskap. Jensen var aktiv då Rougsø kommun köpte Randers-Ryomgård-banan från DSB då godstrafiken til Pindstrup upphörde. Banan har bevarats för turiständamål. Allingåbro station används som turistbyrå och på banrälsen går det att cykla med dressin.
Jensen valdes in i Norddjurs kommun med Borgerlisten Norddjurs. Partiet fick 3 mandat vid kommunalvalet 2005 och Jensen fick borgmästarposten med stöd från Socialdemokraterne, Socialistisk Folkeparti och Konservative Folkeparti. Vid kommunalvalet 2009 gick Borgerlisten fram ett mandat, men då Socialistisk Folkeparti gick fram två mandat kunde Socialdemokraterne med deras stöd få majoritet för Jan Petersen som ny borgmästare och Jensen blev istället viceborgmästare.  Vid kommunalvalet 2013 gick Borgerlisten tillbaka från 4 till 2 mandat. Därmed förlorade Jensen viceborgmästarposten. Han blev 2011 riddare av Dannebrogorden